# Willow-projekt
A Willow-projekt olajmező kiaknázása céljából jóváhagyott projekt, amit a ConocoPhillips vezet, Alaszka északi partjainál. Összesen 150 olajkutat fog működtetni, ami mellett további infrastruktúrát fognak felépíteni, mint utakat, kifutópályákat, vezetékeket és egy mesterséges szigetet, ami segíteni fogja az infrastruktúrához szükséges építőanyagok.
2016-ban fedeztek fel olajat Alpine-tól nyugatra, majd 2020 októberében hagyta jóvá a Földgazdálkodási Iroda (Bureau of Land Management, BLM) a ConocoPhillips tervét a Willow-projekt megkezdésére. Egy per után a BLM  2023 februárjában adta ki végső közleményét a projekt hatásáról a környezetre (SEIS).
Alaszkában mindkét párt képviselői és az Arctic Slope Regional Corporation támogatták a projektet. 2023. március 13-án a Biden-kormány is jóváhagyta a projekt elindulását.
Harminc év alatt a projekt közel 600 millió hordónyi olajat fog termelni, 287 millió tonna üvegházhatású gáz mellett. A projektnek nagy negatív hatása lehet az alaszkai élővilágra és több őslakos amerikai közösségre is. 2023. március 14-én az Earthjustice környezetvédelmi szervezet beperelte a Biden-kormányt, hogy megállítsák a projektet és aktivisták szerint a Willow elindítása teljesen ellentmond Biden ígéretének, hogy 2030-ra megfelezi az Egyesült Államok üvegházhatású gáz-kibocsátását és az Egyesült Államok energiaellátását megújuló energiaforrásokra cseréli.

## Földrajza
A Willow-projekt tervezett területe az alaszkai National Petroleum Reserve része, Alpine-tól nyugatra, teljességében a sarkvidéki part menti tundrán. A tervezett helyszín egésze permafroszt talajú tundra, aminek 5%-a édesvíz, 94%-a pedig vizenyős terület.

## Olajkitermelés
Harminc éves működése során a projekt naponta 200 ezer hordó olajat fog kitermelni, ami összességében 600 millió lesz. A Földgazdálkodási Iroda (BLM) számításai szerint összességében 8–17 milliárd dollár bevételt jelentene a program az országnak. A BLM által létrehozott SEIS szerint a projekt 287 millió tonna üvegházhatású gázt termelne.
2021 júniusában a ConocoPhillips kijelentette, hogy összességében három milliárd hordónyi olajat talált a Willow-projekt környékén.

## Története
1999-ben a ConocoPhillips kibérelte a Willow-projektre szánt terület első részeit, a National Petroleum Reserve északkeleti részében, Alaszkában.
2016-ban a ConocoPhillips fúrt két kutat, hogy felmérhessék a terület olajtartalmát. A felfedezés a Willow nevet kapta. 2018-ban kiértékelték a Willow és az a körülötti területet, három további olajmezőt találva.
2018 májusában hivatalosan is engedélyt kért a ConocoPhillips a Földgazdálkodási Irodától (BLM), hogy felépíthessen és működtethessen 250 olajkutat, illetve létrehozhassa a szükséges infrastruktúrát, mint utak, kifutópályák, vezetékek, egy kavicsbánya és egy mesterséges sziget.
2019 augusztusában, azt követően, hogy 44 napig kikérték a lakosság és 13 törzs véleményét, a BLM kiadta az első tervét az infrastruktúra kifejlesztésére.
2020 augusztusában, a Trump-kormány utolsó negyedévében a BLM jóváhagyta a ConocoPhillips projektjének kivitelezését. Az utak felépítését és az infrastruktúra előkészítését nagyjából hét évre lőtték be, amelyik időszakban a projekt 1650 személynek adott volna munkát.
2021 augusztusában az alaszkai körzeti bíróság pert indított, megkérdőjelezte a Földgazdálkodási Iroda által adott engedélyt, hiszen a tervekben több hibát is találtak, ami nem felelt meg a szövetségi szabályzatoknak. 2022 júliusában erre válaszként kiadtak egy SEIS-t.
2022 augusztusában Nuiqsut falva beadott egy módosítás-kérelmet a projekt készítőinek, ami csökkentette volna az olajkutak számát és nagyobb védelmet adott volna a Teshekpuk-tónak.
2023. február 1-én a Földgazdálkodási Iroda kiadta végső SEIS-ét, jóváhagyva a projektet 150 olajkúttal az eredeti 250 helyett. Mindkét pát alaszkai törvényhozói támogatták a projektet, illetve a kongresszusi küldöttség (Lisa Murkowski (R), Dan Sullivan (R), Mary Peltola (D)) és az Arctic Slope Regional Corporation is.
Ahogy a kormány végső döntése közeledett, a nyilvánosság egyre érdekeltebb lett a projektben, több petíciót is indítottak és felszólították Joe Biden elnököt, hogy ne engedélyezze a Willow-t. A petíciót 2,5 millióan írták alá.
2023. március 13-án a Biden-kormány elfogadta a projekt javaslatát. Ezt Deb Haaland, az ország belügyi minisztere nem volt hajlandó aláírni, míg Tommy Beaudreau miniszterhelyettes igen, Biden utasítására. A jóváhagyásra válaszként több környezetvédelmi csoport is bejelentette, hogy pert fognak indítani a projekt ellen.

## Környezetszennyezés
A 2023 februárjában kiadott SEIS szerint a BLM szerint a projektnek nagy hatásai lesznek a közegészségre, az ott élők megélhetésére és a szociokulturális rendszerre. Nuiqsut lakosságát különösen érintené a projekt, hiszen kevesebb hozzáférésük lenne ételhez és egyéb erőforrásokhoz, illetve élelmezésbiztonságuk is csökkenne. Ezek mellett Utqiaġvik, Anaktuvuk Pass és Atqasuk indiánlakosságára is nagy hatással lenne.